# 사카이 다다미치 (1808년)
사카이 다다미치(일본어: 酒井忠方, 1808년 2월 14일 ~ 1887년 2월 14일)는 일본 에도 시대의 다이묘로, 데와노쿠니 마쓰야마 번의 6대 번주이다. 어릴적 이름은 하루노신(春之進)이며, 관위는 종4위하, 이와미노카미이다.
분카 5년(1808년) 1월 18일, 마쓰야마 번의 5대 번주 사카이 다다노리의 맏아들로 태어났다. 분세이 4년(1821년), 아버지가 사망함에 따라 가문을 계승하고 번주직에 올랐다. 번 재정의 재건을 위해서 뽕나무와 옻 등의 생산을 장려하였고, 검약령을 시행하는 등 번 통치 개혁에 힘썼으나, 덴포 대기근으로 큰 피해를 입고, 본가인 쇼나이번으로부터 빚을 내는 상황이 되었다. 하지만 빈민 구제에는 진력하였다. 고카 2년(1854년) 10월 20일, 맏아들인 다다요시에게 가문을 계승하게 하고 은거하였다.
1887년 2월 14일에 80세의 나이로 사망하였다.
| 전임 사카이 다다노리 | 제6대 마쓰야마 번 번주 1821년 ~ 1845년 | 후임 사카이 다다요시 |